# Gustaf Bergfors
Gustaf Abdon Gregorius Bergfors, född 13 november 1891 i Ytterlännäs församling, död 20 oktober 1975 i Örnsköldsvik, var en svensk tandläkare, konstnär och antropolog.
Han var son till handlanden Grels Olof Bergfors och Greta Stina Källman samt från 1928 gift med Iris Wångström, som var dotter till Werner Wångström.
Efter ingenjörsexamen 1910, studentexamen i Lund 1913, folkskollärarexamen 1915 och tandläkarexamen i Stockholm 1922 var Bergfors verksam som privatpraktiserande tandläkare i Örnsköldsvik. Han företog antropologiska undersökningar av samer 1924–26, en antropologisk forskningsresa till Polynesien 1927–28 och var t.f. antropolog vid Statens institut för rasbiologi 1930. Han var en av stiftarna av Nordiska föreningen för antropologi 1925 och korresponderande ledamot av American Anthropological Association. Han författade skrifter om odontologins betydelse för den antropologiska forskningen. Som konstnär var han autodidakt men företog studieresor till Frankrike 1935 och andra länder. Han medverkade i utställningen De unga och i utställningar med Sveriges allmänna konstförening.